# Liste des œuvres d'art de Mayotte
Cet article vise à recenser les œuvres d'art dans l'espace public de Mayotte, en France.
Il n'y a quasiment aucune sculpture public à Mayotte et peu de personnalités sont représentés sur l'espace public ; on peut seulement noter des plaques commémoratives en mémoire de contre-amiral de Hell  dans le quartier de Combani et de Zakia Madi à Ouangani.

## Liste

### Monuments aux morts
| Œuvre              | Auteur | Commune   | Localisation             | Notes | Installation | Coordonnées                      | Illustration    |
| ------------------ | ------ | --------- | ------------------------ | ----- | ------------ | -------------------------------- | --------------- |
| Monument aux morts |        | Mamoudzou | place de l’ancien marché |       | 2019         | 12° 46′ 42″ sud, 45° 13′ 52″ est | Image manquante |